# Cromlech de l'Œillet
Le cromlech de l'Œillet est un édifice mégalithique situé dans l'archipel des îles Chausey, en France.

## Description
Le cromlech est érigé au nord-est de la Grande-Île de l'archipel des îles Chausey, un ensemble d'îles situé dans la Manche à une quinzaine de kilomètres de Granville. Il est érigé sur une zone d'estran : le monument est entièrement recouvert par la mer à chaque marée haute et totalement découvert à marée basse.
Le cromlech de l'Œillet prend la forme d'un cercle légèrement aplati, de 11,7  à   13,4 m de diamètre. Il comporte une quarantaine de blocs de granite mesurant entre 1,5 et 2 m de hauteur, dont seuls cinq sont encore debout sur leur base.